# Pristimantis paulogabrieli
Pristimantis paulogabrieli — вид жаб родини Strabomantidae. Описаний у 2023 році.

## Назва
Вид названо на честь Паулу Габріеля Сільва Мелу-Сампаю, сина автора описання таксона.

## Поширення
Ендемік Бразилії. Поширений у штаті Акрі на заході країни.

## Опис
Від близьких родичів його можна діагностувати за комбінацією таких ознак: наявність шлюбних подушечок і барабанної перетинки, менший розмір тіла (SVL 19,5-23,5 мм у самців, 27,8-30,6 мм у самиць) і відсутність жовтих міток як в паховій області, так і на гомілках.